# Une histoire du monde en cent objets

Une histoire du monde en cent objets (A History of the World in 100 Objects) est un projet commun de la BBC Radio 4 et du British Museum composé d'une série de cent émissions radiophoniques, rédigées et présentées par Neil MacGregor, directeur du British Museum.
En quinze minutes d'une présentation audio, diffusée chaque jour de la semaine sur BBC Radio 4, Neil MacGregor utilise un objet (art ancien, produits industriels, technologiques voire des armes) provenant des collections du British Museum, comme support pour présenter une partie de l'histoire humaine.
La diffusion de cette série, préparée pendant quatre années, a commencé le 18 janvier 2010 pour une durée de vingt semaines.
Pour accompagner la série, un livre (A History of the World in 100 Objects), écrit par Neil MacGregor, a été publié par Allen Lane le 28 octobre 2010. La série entière est également disponible en téléchargement et une version audio du livre est disponible à la vente.
Le British Museum a reçu en 2011 le prix The Art Fund pour son rôle moteur dans le projet.

## Contenu

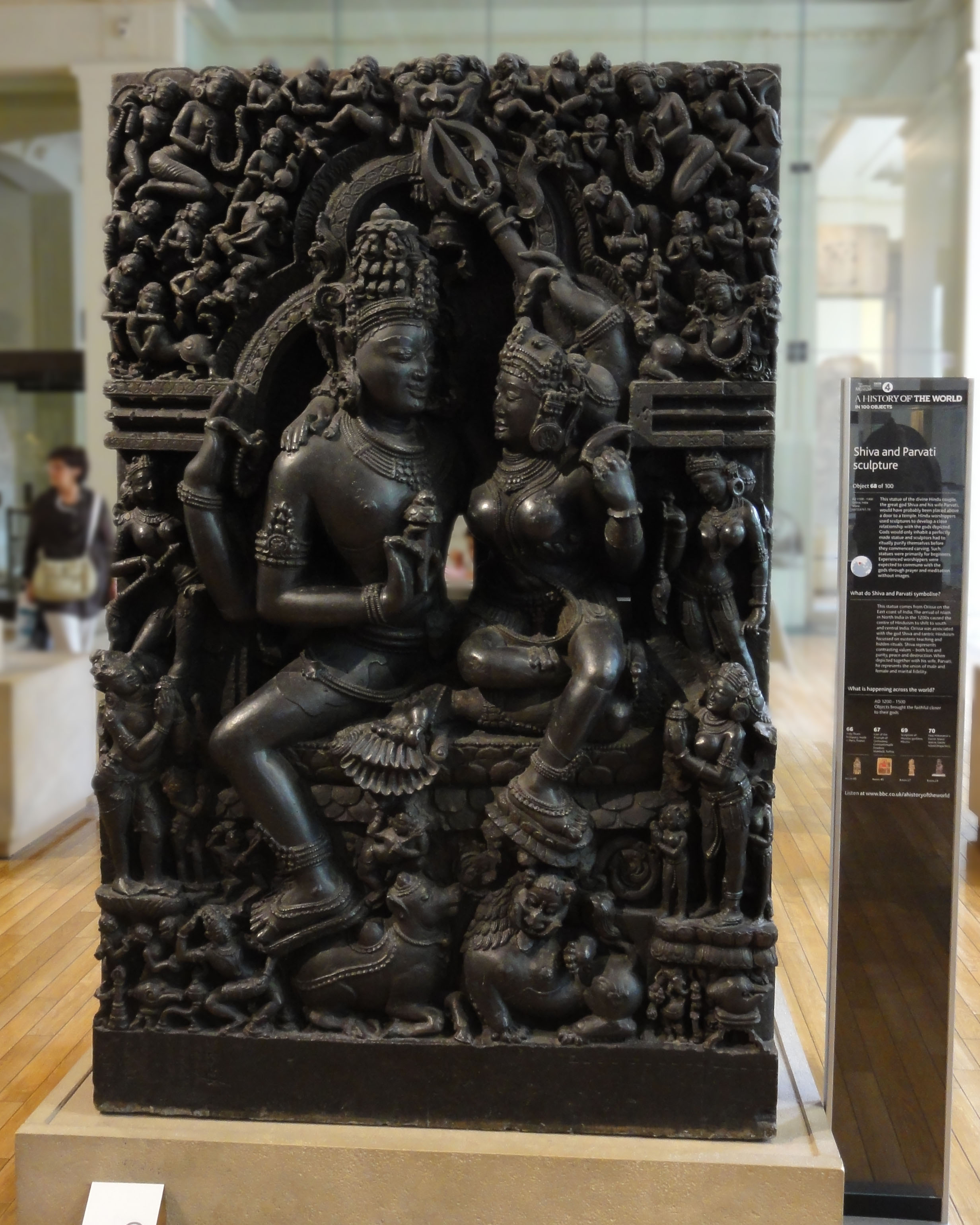
Objet 68, le couple divin hindou formé de Shiva et Parvati, la sculpture avec son panneau d'information se rapportant à la série radio radiophonique.

Ce programme, présenté comme un « projet-repère », se veut une histoire de l'humanité racontée à travers une centaine d'objets provenant du monde entier et présents dans les collections du British Museum.

« Dans ce programme, nous parcourons le temps et l'espace dans le passé, tout autour de notre globe pour y voir comment nous avons, en tant qu'humains, été modelés par ce monde sur les deux derniers millions d'années, et je vais vous raconter l'histoire exclusivement à travers les objets que l'homme a fabriqués : toutes sortes d'objets admirés et préservés ou utilisés, brisés ou jetés. J'ai choisi seulement une centaine d'objets illustrant différents points de notre voyage, allant d'un pot culinaire jusqu'à un galion en or, d'un outil de l'âge de pierre jusqu'à une carte de crédit.
L'un des objectifs d'un musée est de raconter l'histoire à travers les objets, qu'il s'agisse d'une momie égyptienne ou une carte de crédit, et c'est parce que le British Museum collectionne des objets venant de partout qu'il est bien placé pour raconter une "histoire du monde". Bien sûr, il ne peut s'agir que d' "une" histoire du monde et non de "l'Histoire du Monde". Quand les visiteurs viennent au musée, ils choisissent leur propre voyage autour du monde et à travers le temps, mais je pense qu'ils constateront rapidement que leur propre histoire s'entrecroise avec celle de tous les autres et quand cela survient, vous n'avez plus longtemps une histoire particulière d'un peuple ou d'une nation mais l'histoire de leurs interconnexions. »

En accompagnement de la série a été créé un site web décrit par The Guardian comme « encore plus ambitieux que la série radiophonique elle-même et qui encourage les utilisateurs à prendre eux-mêmes place dans l'histoire du monde, grâce à un contenu plus interactif, des informations détaillées sur tous les objets décrits dans le programme radiophonique et des liens vers 350 autres collections des musées à travers le Royaume-Uni ». Le programme de ces émissions radiophoniques sera disponible sur le site web de façon permanente pour l'écoute et le téléchargement.

Le musée a adapté ses expositions pour la série en incluant des plaques aisément identifiables pour localiser les cent objets décrits, avec un texte en rapport avec le programme radiophonique et en ajoutant une section particulière aux signalétiques des galeries pour localiser ces cent objets numérotés. Le 18 janvier 2010, un spectacle spécial d'une heure, The Culture Show sur BBC2, fut dédié au lancement du projet.
La première partie de la série fut programmée sur les chaînes radio en semaine (sur six semaines) entre le 18 janvier et le 26 février 2010. Après une brève interruption, la série revint sur les ondes pour la septième semaine programmée à partir du 17 mai 2010.
Une nouvelle interruption a lieu mi-juillet 2010 et la reprise intervient le 13 septembre 2010, jusqu'au centième objet le vendredi 22 octobre 2010.

## Accueil
Maev Kennedy, du journal The Guardian, décrivit le programme comme « un phénomène radiophonique », alors que Tim Davie, directeur de la musique et du son à la BBC, commentait le fait que « le résultat n'a pas été un bref succès d'estime », mais un succès excédant les espérances les plus larges de la BBC pour ce programme. Au moment de la rédaction de l'article de Kennedy, juste avant le début de la dernière semaine de la série, la chaîne a recueilli quatre millions d'auditeurs, alors que le téléchargement du podcast en a totalisé 10 441 884 connexions, dont un peu plus de la moitié en provenance du Royaume-Uni. De plus, de nombreux membres du public ont proposé en moyenne plus de 3 objets avec la plus large contribution individuelle venant de Glasgow de l'historien Robert Pool, qui a proposé cent-vingt objets, relatant tous l'histoire de sa cité, et d'autres musées ont proposé un ensemble de 1 610 objets correspondant à 531 musées et sites historiques à travers le Royaume-Uni, donnant naissance à des liens et à un partenariat sans précédent pour Neil MacGregor. Des musées, tout autour du Monde, ont reproduit la formule et, chaque jour, des milliers de visiteurs explorent les galeries du British Museum équipés de la brochure indiquant la position de ces objets.
Écrivant dans The Independent, Philip Hensher décrit la série comme « une perfection radiophonique », et posant la question suivante : « Qu'y a-t-il de plus excitant, de plus infailliblement passionnant que cette série, née d'une association de Radio 4 et du British Museum, A History of the World in 100 Objects ? C'est une idée si joliment simple que tracer ce qui fait l'humain dans les civilisations à travers les objets, qui vous survivent. Chaque programme, d'à peine un quart d'heure, se concentre seulement sur une chose, patiemment mais sans s'attarder. À la fin, vous percevez que vous avez appris quelque chose et appris avec plaisir et intérêt. Pour les années à venir, la BBC sera capable de s'appuyer sur cette merveilleuse série comme l'exemple de ce qui se fait de mieux. Cela répond à un degré de perfection, qu'il paraît difficile de dépasser pour correspondre aux ambitions qui étaient celles de John Reith pour l'amélioration et la propagation du savoir et de la culture ».
Dominic Sandbrook, dans The Telegraph, dit que cette série « joliment intello mérite de prendre place dans les classiques de la télévision comme la série télé sur les civilisations de Kenneth Clark ([Civilisation) et sur l'émergence de l'homme de Jacob Bronowski (The Ascent of Man ».

## Objets

### "Nous rendre humains" (2 000 000à9 000av. J.-C.)
« Neil MacGregor révèle les objets, qui pour lui définissent que nous sommes humains ». Première semaine de diffusion, débutant le 18 janvier 2010
| Image | Numéro | Objet                                  | Origine                    | Date                       | Site web de la BBC | Site web du BM | Autres contributeurs                            |
| ----- | ------ | -------------------------------------- | -------------------------- | -------------------------- | ------------------ | -------------- | ----------------------------------------------- |
|       | 1      | Momie de Hornedjitef                   | Égypte                     | 300 – 200 av. J.-C.        | BBC                | BM, BM, BM     | Amartya Sen, John Taylor                        |
|       | 2      | outil coupant en pierre (basalte)      | gorges d'Olduvai, Tanzanie | 1,8 – 2 million d'années   | BBC                | BM             | Sir David Attenborough, Wangari Maathai         |
|       | 3      | hache de pierre                        | Olduvai,Tanzanie           | 1,2 – 1,4 million d'années | BBC                | BM             | Sir James Dyson, Phil Harding, Nick Ashton      |
|       | 4      | rennes nageant (en)                    | abri Montastruc, France    | 13 000 ans                 | BBC                | BM             | The Most Reverend Rowan Williams, Steven Mithen |
|       | 5      | pointe de flèches de la culture Clovis | Arizona, États-Unis        | 13 000 ans                 | BBC                | BM             | Michael Palin, Gary Haynes                      |

### "Après l'âge de glace": la nourriture et le sexe (9 000 à 3 000av. J.-C.)
« Pourquoi l'agriculture est-elle apparue à la fin des glaciations ? Les indices restant dans les objets laissés derrière son émergence ». Première semaine de diffusion commençant le 25 janvier 2010.
| Image | Numéro | Objet                                         | Origine                   | Date                        | Site web de la BBC | Site web du BM | Autres contributeurs                     |
| ----- | ------ | --------------------------------------------- | ------------------------- | --------------------------- | ------------------ | -------------- | ---------------------------------------- |
|       | 6      | pilon en forme d'oiseau                       | Papouasie-Nouvelle-Guinée | 4 000 – 8 000 ans av. J.-C. | BBC                | BM             | Madhur Jaffrey, Bob Geldof, Martin Jones |
|       | 7      | Les Amants de Ain Sakhri                      | Judée                     | âgé d'environ 11 000 ans    | BBC                | BM             | Marc Quinn, Ian Hodder                   |
|       | 8      | Figurine de bétail en argile d'El Amra        | Égypte                    | environ 3500 av. J.-C.      | BBC                | BM             | Fekri Hassan, Martin Jones               |
|       | 9      | statue du dieu Maya du maïs civilisation Maya | Honduras                  | 715 av. J.-C.               | BBC                | BM             | Santiago Calva, John Staller             |
|       | 10     | pot de la période Jōmon                       | Japon                     | environ 5000 av. J.-C.      | BBC                | BM             | Simon Kamer, Takashi Doi                 |

### Les premières Cités et les premiers États (4 000 – 2 000 ansav. J.-C.)
« Qu'advint-il quand l'homme se déplaça des villages vers les cités ? Cinq objets nous racontent cette histoire... » Première diffusion pendant la semaine débutant le 1er février 2010.
| Image | Numéro | Objet                                     | Origine                                     | Date                          | Site web de la BBC | Site web du BM | Autres contributeurs              |
| ----- | ------ | ----------------------------------------- | ------------------------------------------- | ----------------------------- | ------------------ | -------------- | --------------------------------- |
|       | 11     | Sandale rituelle du pharaon Den           | Égypte                                      | environ 2985 années av. J.-C. | BBC                | BM             | Toby Wilkinson, Steve Bell        |
|       | 12     | Étendard d'Ur                             | Irak                                        | 2600 – 2400 av. J.-C.         | BBC                | BM             | Lamia al Gailani, Anthony Giddens |
|       | 13     | Sceau avec l'écriture de l'indus          | Pakistan                                    | 4000 – 2000 av. J.-C.         | BBC                | BM             | Richard Rogers, Nayanjot Lahiri   |
|       | 14     | Hache en jadéite                          | venant des Alpes mais trouvée en Angleterre | 4000 – 2000 av. J.-C.         | BBC                | BM             | Mark Edmonds, Pierre Petrequin    |
|       | 15     | Tablettes en écriture cunéiforme ancienne | Irak                                        | 3100 à 3000 av. J.-C.         | BBC                | BM             | Gus O'Donnell, John Searle        |

### "Le début des sciences et de la littérature" (1500 à 700av. J.-C.)
« Il y a 4 000 ans, les sociétés commencèrent à s'exprimer sur elles-mêmes à travers les mythes, les mathématiques, et les monuments ». Première diffusion dans la semaine commençant le 8 février 2010.
| Image | Numéro | Objet                                    | Origine        | Date                   | Site web de la BBC | Site web du BM | Autres contributeurs               |
| ----- | ------ | ---------------------------------------- | -------------- | ---------------------- | ------------------ | -------------- | ---------------------------------- |
|       | 16     | Tablette du mythe du déluge de Gilgamesh | Irak           | 700 à 600 av. J.-C.    | BBC                | BM             | David Damrosch, Jonathan Sacks     |
|       | 17     | Papyrus mathématiques : Papyrus Rhind    | Égypte         | environ 1550 av. J.-C. | BBC                | BM             | Eleanor Robson, Clive Rix          |
|       | 18     | Saut au-dessus du taureau                | Crète          | 1700 à 1450 av. J.-C.  | BBC                | BM             | Sergio Delgado, Lucy Blue          |
|       | 19     | Cape en or moulée du pays de Galles      | Pays de Galles | 1900 à 1600 av. J.-C.  | BBC                | BM             | Mary Cahill, Marie Louise Sørensen |
|       | 20     | Statue colossale de Ramsès II            | Égypte         | environ 1250 av. J.-C. | BBC                | BM             | Antony Gormley, Karen Exell        |

### "L'ancien monde, les nouveaux pouvoirs" (1100 à 300av. J.-C.)
« À travers le monde, les nouveaux régimes créent des objets pour assoir leur suprématie ». Première diffusion le 15 février 2010.
| Image | Numéro | Objet                                       | Origine | Date                  | Site web de la BBC | Site web du BM | Autres contributeurs          |
| ----- | ------ | ------------------------------------------- | ------- | --------------------- | ------------------ | -------------- | ----------------------------- |
|       | 21     | Bas-reliefs du Siège de Lakish              | Irak    | 700 à 692 av. J.-C.   | BBC                | BM             | Paddy Ashdown, Antony Beevor  |
|       | 22     | Sphinx de Taharqa                           | Soudan  | environ 680 av. J.-C. | BBC                | BM             | Zeinab Badawi, Derek Welsby   |
|       | 23     | Vaisselle rituelle : ancienne dynastie Zhou | Chine   | 1100 à 1000 av. J.-C. | BBC                | BM             | Dame Jessica Rawson, Wang Tao |
|       | 24     | Textile de Paracas                          | Pérou   | 300 à 200 av. J.-C.   | BBC                | BM             | Zandra Rhodes, Mary Frame     |
|       | 25     | Monnaie en or de Crésus                     | Turquie | vers 550 av. J.-C.    | BBC                | BM             | James Buchan, Paul Craddock   |

### "Le monde à l'époque de Confucius" (500 à 300av. J.-C.)
« La pensée cachée dans les frises et les amphores, peut-elle nous en dire autant que l'écriture des grands auteurs ? » Première semaine de diffusion commençant le 22 février 2010.
| Image | Numéro | Objet                            | Origine     | Date                  | Site web de la BBC | Site web du BM | Autres contributeurs               |
| ----- | ------ | -------------------------------- | ----------- | --------------------- | ------------------ | -------------- | ---------------------------------- |
|       | 26     | Chariot d'Oxus                   | Tadjikistan | 500 à 300 av. J.-C.   | BBC                | BM             | Michael Axworthy, Tom Holland      |
|       | 27     | Centaure et Lapithe du Parthénon | Grèce       | environ 440 av. J.-C. | BBC                | BM             | Mary Beard, Olga Palagia           |
|       | 28     | Œnochoés de Basse-Yutz           | France      | environ 450 av. J.-C. | BBC                | BM             | Jonathan Meades, Barry Cunliffe    |
|       | 29     | Masque en pierre : Olmèques      | Mexique     | 900 à 400 av. J.-C.   | BBC                | BM             | Carlos Fuentes, Karl Taube         |
|       | 30     | Cloche en bronze chinoise        | Chine       | 500 à 400 av. J.-C.   | BBC                | BM             | Dame Evelyn Glennie, Isabel Hilton |

### " les constructeurs d'Empires" (300av. J.-C.à 1apr. J.-C.)
« Neil MacGregor continue sa narration de l'histoire globale du monde à travers les objets. Cette semaine, il est avec les grands dirigeants du monde, il y a environ 2000 ans ». Première diffusion commençant la semaine du 17 mai 2010.
| Image | Numéro | Objet                            | Origine | Date                  | Site web de la BBC | Site web du BM | Autres contributeurs           |
| ----- | ------ | -------------------------------- | ------- | --------------------- | ------------------ | -------------- | ------------------------------ |
|       | 31     | Monnaie avec la tête d'Alexandre | Turquie | 305 à 281 av. J.-C.   | BBC                | BM             | Andrew Marr, Robin Lane Fox    |
|       | 32     | Piliers d'Ashoka                 | Inde    | environ 238 av. J.-C. | BBC                | BM             | Amartya Sen, Michael Rutland   |
|       | 33     | Pierre de Rosette                | Égypte  | 196 av. J.-C.         | BBC                | BM             | Dorothy Thompson, Ahdaf Soueif |
|       | 34     | Coupe en laque : dynastie Han    | Chine   | 4 apr. J.-C.          | BBC                | BM             | Roel Sterckx, Isabel Hilton    |
|       | 35     | Tête d'Augustus                  | Soudan  | 27 à 25 av. J.-C.     | BBC                | BM             | Boris Johnson, Susan Walker    |

### " Les plaisirs anciens, les épices modernes" (de 1 à 600apr. J.-C.)
« Neil MacGregor explore les voies dans lesquelles les peuples cherchent le plaisir, il y a 2000 ans ». première diffusion la semaine commençant le 24 mai 2010.
| Image | Numéro | Objet                                | Origine           | Date                           | Site web de la BBC | Site web du BM | Autres contributeurs               |
| ----- | ------ | ------------------------------------ | ----------------- | ------------------------------ | ------------------ | -------------- | ---------------------------------- |
|       | 36     | La coupe Warren                      | près de Jérusalem | 5 à 15 apr. J.-C.              | BBC                | BM             | Bettany Hughes, James Davidson     |
|       | 37     | Pipe à tabac en loutre               | États-Unis        | 200 av. J.-C. à 100 apr. J.-C. | BBC                | BM             | Tony Benn, Gabrielle Tayac         |
|       | 38     | Ceinturon cérémonial de jeu de balle | Mexique           | 100 av. J.-C. à 500 apr. J.-C. | BBC                | BM             | Nick Hornby, Michael Whittington   |
|       | 39     | Rouleau de consignes                 | Chine             | 500 à 800 av. J.-C.            | BBC                | BM             | Shane McCausland, Charles Powell   |
|       | 40     | Poivrière de l'impératrice           | Angleterre        | 350 à 400 apr. J.-C.           | BBC                | BM             | Christine McFadden, Roberta Tomber |

### "L'émergence des croyances du Monde " (200 à 600apr. J.-C.)
« Neil MacGregor explore comment et quand de nombreuses grandes religions viennent à naitre ». Première diffusion dans la semaine du 31 mai 2010.
| Image | Numéro | Objet                              | Origine    | Date                 | Site web de la BBC | Site web du BM | Autres contributeurs                  |
| ----- | ------ | ---------------------------------- | ---------- | -------------------- | ------------------ | -------------- | ------------------------------------- |
|       | 41     | Bouddha assis, Gandhara            | Pakistan   | 100 à 300 apr. J.-C. | BBC                | BM             | Claudine Bautze-Picron, Thupten Jinpa |
|       | 42     | Monnaie en or de Kumâragupta Ier   | Inde       | 415 à 450 apr. J.-C. | BBC                | BM             | Romila Thapar, Shaunaka Rishi Das     |
|       | 43     | Plat en argent montrant Chapour II | Iran       | 309 à 379 apr. J.-C. | BBC                | BM             | Tom Holland, Guitty Azarpay           |
|       | 44     | Mosaïque de Hinton St Mary         | Angleterre | 300 à 400 apr. J.-C. | BBC                | BM             | Dame Averil Cameron, Eamon Duffy      |
|       | 45     | Main en bronze d'Arabie            | Yémen      | 100 à 300 apr. J.-C. | BBC                | BM             | Jeremy Field, Philip Jenkins          |

### "La route de la soie et au-delà"( 400 à 700apr. J.-C.)
« Cinq objets du British Museum nous racontent l'histoire des mouvements des biens et des idées ». Première diffusion durant la semaine du 7 juin 2010.
| Image | Numéro | Objet                                      | Origine    | Date                 | Site web de la BBC | Site web du BM | Autres contributeurs            |
| ----- | ------ | ------------------------------------------ | ---------- | -------------------- | ------------------ | -------------- | ------------------------------- |
|       | 46     | Monnaie en or d'Abd al-Malik               | Syrie      | 696 à 697 apr. J.-C. | BBC                | BM             | Madawi al-Rasheed, Hugh Kennedy |
|       | 47     | Casque de Sutton Hoo                       | Angleterre | 600 à 700 apr. J.-C. | BBC                | BM             | Seamus Heaney, Angus Wainwright |
|       | 48     | Pot de guerre : période Moche              | Pérou      | 100 à 700 apr. J.-C. | BBC                | BM             | Grayson Perry, Steve Bourget    |
|       | 49     | Tuile de toit "coréenne"                   | Corée      | 700 à 800 apr. J.-C. | BBC                | BM             | Jane Portal, Choe Kwang Shik    |
|       | 50     | Peintures sur soie de princesses chinoises | Chine      | 600 à 800 apr. J.-C. | BBC                | BM             | Yo Yo Ma, Colin Thubron         |

### "Dans les palais: les secrets de la cour" (700 à 950apr. J.-C.)
« Neil MacGregor fait une incursion dans la vie des élites dirigeantes il y a 1 200 ans ». Première diffusion dans la semaine commençant le 14 juin 2010.
| Image | Nombre | Objet                                                                     | Origine                  | Date                   | Site web de la BBC | Site web du BM | Autres contributeurs                  |
| ----- | ------ | ------------------------------------------------------------------------- | ------------------------ | ---------------------- | ------------------ | -------------- | ------------------------------------- |
|       | 51     | Yaxchilan Lintel 24, bas-relief du lien du sang royal : civilisation maya | Mexique                  | 700 à 750 apr. J.-C.   | BBC                | BM             | Susie Orbach, Virginia Fields         |
|       | 52     | Fragment de peinture murale d'un harem                                    | Irak                     | 800 à 900 apr. J.-C.   | BBC                | BM             | Robert Irwin, Amira Bennison          |
|       | 53     | Cristal de Lothaire                                                       | probablement de Germanie | 855 à 869 apr. J.-C.   | BBC                | BM             | Lord Bingham, Rosamund McKitterick    |
|       | 54     | Statue de Tara, Salihundam                                                | Sri Lanka                | 700 à 900 apr. J.-C.   | BBC                | BM             | Richard Gombrich, Nira Wickramasinghe |
|       | 55     | Statues funéraires de la tombe de Liu Tingxun : dynastie Tang             | Chine                    | environ 728 apr. J.-C. | BBC                | BM             | Anthony Howard, Oliver Moore          |

### "Pèlerins financiers et marchands" (900 à 1300apr. J.-C.)
« Comment le commerce, la guerre et la religion ont induit le mouvement des objets autour du globe, il y a 1 000 ans ». Première diffusion la semaine du 21 juin 2010.
| Image | Numéro | Objet                          | Origine               | Date                   | Site web de la BBC | Site web du BM | Autres contributeurs                  |
| ----- | ------ | ------------------------------ | --------------------- | ---------------------- | ------------------ | -------------- | ------------------------------------- |
|       | 56     | Monnaie du vallon de York      | Angleterre            | environ 927 apr. J.-C. | BBC                | BM             | Michael Wood, David and Andrew Whelan |
|       | 57     | Timbale en verre de Hedwig     | probablement de Syrie | 1100 à 1200 apr. J.-C. | BBC                | BM             | Jonathan Riley-Smith, David Abulafia  |
|       | 58     | Miroir en bronze japonais      | Japon                 | 1100 à 1200            | BBC                | BM             | Ian Buruma, Harada Masayuki           |
|       | 59     | Tête de Bouddha de Borobudur   | Java                  | années 780 à 840       | BBC                | BM             | Stephen Bachelor, Nigel Barley        |
|       | 60     | Fragments de poteries de Kilwa | Tanzanie              | 900 à 1400 apr. J.-C.  | BBC                | BM             | Bertram Mapunda, Abdulrazek Gurnah    |

### " Symboles de prestige" (1200 à 1400apr. J.-C.)
« Neil MacGregor examine les objets qui marquent le prestige et nécessitent une confection habile ». Première diffusion commençant la semaine du 28 juin 2010.
| Image | Numéro | Objet              | Origine                                                | Date                   | Site web de la BBC | Site web du BM | Autres contributeurs              |
| ----- | ------ | ------------------ | ------------------------------------------------------ | ---------------------- | ------------------ | -------------- | --------------------------------- |
|       | 61     | Figurines de Lewis | probablement fabriquées en Norvège, trouvées en Écosse | années 1150 à 1200     | BBC                | BM             | Martin Amis, Miri Rubin           |
|       | 62     | Astrolabe hébreu   | Espagne                                                | 1345 à 1355 apr. J.-C. | BBC                | BM             | Sir John Elliott, Silke Ackermann |
|       | 63     | Tête Ife           | Nigeria                                                | 1400 à 1500 apr. J.-C. | BBC                | BM             | Ben Okri, Babatunde Lawal         |
|       | 64     | Le vase de David   | Chine                                                  | année 1351             | BBC                | BM             | Jenny Uglow, Craig Clunas         |
|       | 65     | Siège rituel taïno | Saint-Domingue, (Caraïbes)                             | 1200 à 1500 apr. J.-C. | BBC                | BM             | Jose Oliver, Gabriel Haslip-Viera |

### "À la rencontre des dieux" (1200 à 1400apr. J.-C.)
"Des objets du British Museum nous montrent comment les croyants se concentrent vers leurs dieux." Première diffusion commençant la semaine du 5 juillet 2010.
| Image | Numéro | Objet                                          | Origine       | Date                   | Site web de la BBC | Site web du BM | Autres contributeurs                               |
| ----- | ------ | ---------------------------------------------- | ------------- | ---------------------- | ------------------ | -------------- | -------------------------------------------------- |
|       | 66     | Reliquaire de la Sainte Épine (British Museum) | France        | 1350 à 1400 apr. J.-C. | BBC                | BM             | Sister Benedicta Ward, Right Reverend Arthur Roche |
|       | 67     | Icône du Triomphe de l'Orthodoxie              | Turquie       | 1350 à 1400 apr. J.-C. | BBC                | BM             | Bill Viola, Diarmaid MacCulloch                    |
|       | 68     | Sculpture de Shiva et Parvati                  | Inde          | 1100 à 1300 apr. J.-C. | BBC                | BM             | Shaunaka Rishi Das, Karen Armstrong                |
|       | 69     | Sculpture de Tlazolteotl                       | Mexique       | 900 à 1521 apr. J.-C.  | BBC                | BM             | Marina Warner, Kim Richter                         |
|       | 70     | Hoa Hakananai'a                                | Île de Pâques | 1000 à 1200 apr. J.-C. | BBC                | BM             | Sir Anthony Caro, Steve Hooper                     |

### "La frontière du monde moderne" (1375–1550)
"Neil MacGregor explore les grands empires du monde au seuil de l’ère moderne"." première diffusion commençant la semaine du 13 septembre 2010.
| Image | Numéro | Objet                           | Origine       | Date                      | Site web de la BBC | Site web du BM | Autres contributeurs                   |
| ----- | ------ | ------------------------------- | ------------- | ------------------------- | ------------------ | -------------- | -------------------------------------- |
|       | 71     | Tughra de Suleman le Magnifique | Turquie       | 1520 à 1566 apr. J.-C.    | BBC                | BM             | Elif Shafak, Caroline Finkel           |
|       | 72     | Billet de la dynastie Ming      | Chine         | 1375 apr. J.-C.           | BBC                | BM             | Mervyn King, Timothy Brook             |
|       | 73     | Lama en or de l'Inca            | Pérou         | environ année 1500        | BBC                | BM             | Jared Diamond, Gabriel Ramon           |
|       | 74     | coupe du dragon en jade         | Asie centrale | environ année 1420 à 1449 | BBC                | BM             | Beatrice Forbes Manz, Hamid Ismaïlov   |
|       | 75     | Le rhinocéros de Dürer          | Allemagne     | année 1515                | BBC                | BM             | Mark Pilgrim, Felipe Fernández-Armesto |

### "La première économie globale" (années 1450 à 1600)
"Neil MacGregor trace l'impact des voyages, du commerce et des conquêtes des années 1450 à 1600." première diffusion dans la semaine commençant le 20 septembre 2010.
| Image | Numéro | Objet                                                  | Origine                       | Date                | Site web de la BBC | Site web du BM | Autres contributeurs                |
| ----- | ------ | ------------------------------------------------------ | ----------------------------- | ------------------- | ------------------ | -------------- | ----------------------------------- |
|       | 76     | Galion mécanique                                       | Allemagne                     | vers l'année 1585   | BBC                | BM             | Lisa Jardine, Christopher Dobbs     |
|       | 77     | Bronzes du Bénin : le dirigeant oba avec des Européens | Nigeria                       | XVIe siècle         | BBC                | BM             | Sokari Douglas Camp, Wole Soyinka   |
|       | 78     | serpent à deux têtes                                   | Mexique                       | XVe-XVIe siècle     | BBC                | BM             | Rebecca Stacey, Adriana Diaz-Enciso |
|       | 79     | éléphants Kakiémon                                     | Japon                         | fin du XVIIe siècle | BBC                | BM             | Miranda Rock, Sakaida Kakiemon XIV  |
|       | 80     | Pièce de huit                                          | d'Espagne, trouvée en Bolivie | année 1589-1598     | BBC                | BM             | Tuti Prado, William Bernstein       |

### "Tolérance et intolérance" (années 1550 à 1700)
"Neil MacGregor raconte comment les grandes religions vivent ensemble au XVIe et XVIIe siècles." Première diffusion pendant la semaine du 27 septembre 2010.
| Image | Numéro | Objet                                           | Origine   | Date                | Site web de la BBC | Site web du BM | Autres contributeurs                |
| ----- | ------ | ----------------------------------------------- | --------- | ------------------- | ------------------ | -------------- | ----------------------------------- |
|       | 81     | Étendard de parade religieux de Shi'a           | Iran      | fin du XVIIe siècle | BBC                | BM             | Haleh Afshar, Hossein Pourtahmasbi  |
|       | 82     | Miniature d'un prince mongol Mongol             | Inde      | environ année 1610  | BBC                | BM             | Asok Kumar Das, Aman Nath           |
|       | 83     | théâtre d'ombres Wayang de Bhima                | Java      | années 1600 à 1800  | BBC                | BM             | M. Sumarsam, Tash Aw                |
|       | 84     | Cartouche d'un codex mexicain                   | Mexique   | fin du XVIe siècle  | BBC                | BM             | Samuel Edgerton, Fernando Cervantes |
|       | 85     | Affiche du centenaire de la réforme protestante | Allemagne | année 1617          | BBC                | BM             | Karen Armstrong, Ian Hislop         |

### "Exploration, exploitation et siècle des lumières" (de 1680 à 1820)
"Neil MacGregor réfléchit sur les quiproquos qui peuvent survenir quand différents mondes se rencontrent ." Première diffusion le 4 octobre 2010.
| Image | Numéro | Objet                                        | Origine                          | Date          | Site web de la BBC | Site web du BM | Autres contributeurs            |
| ----- | ------ | -------------------------------------------- | -------------------------------- | ------------- | ------------------ | -------------- | ------------------------------- |
|       | 86     | Tambour Akan                                 | d'Afrique, trouvé aux États-Unis | XVIIIe siècle | BBC                | BM             | Bonnie Greer, Anthony Appiah    |
|       | 87     | casque emplumé Mahiole (en)                  | Hawaï                            | XVIIIe siècle | BBC                | BM             | Nicholas Thomas, Kyle Nakanelua |
|       | 88     | carte en cuir de l'Amérique du Nord Buckskin | États-Unis                       | année 1774    | BBC                | BM             | Malcolm Lewis, David Edmunds    |
|       | 89     | Barque australienne                          | Australie                        | 1770          | BBC                | BM             | Phil Gordon, Maria Nugent       |
|       | 90     | Jade bi avec poème                           | Chine                            | 1790          | BBC                | BM             | Jonathan Spence, Yang Lian      |

### ""production de masse, persuasion de masse" (année 1780–1914)
"Comment l'industrialisation, la politique de masse et les ambitions impériales ont changé le Monde." Première diffusion la semaine commençant le 11 octobre 2010.
| Image | Numéro | Objet                                    | Origine    | Date         | Site web de la BBC | Site web du BM | Autres contributeurs            |
| ----- | ------ | ---------------------------------------- | ---------- | ------------ | ------------------ | -------------- | ------------------------------- |
|       | 91     | Chronomètre du HMS Beagle                | Angleterre | 1795–1805    | BBC                | BM             | Nigel Thrift, Steve Jones       |
|       | 92     | Service à thé du début de l'ère Victoria | Angleterre | 1840–1845    | BBC                | BM             | Celina Fox, Monique Simmonds    |
|       | 93     | La Grande Vague de Kanagawa de Hokusai   | Japon      | vers 1829–32 | BBC                | BM             | Christine Guth, Donald Keene    |
|       | 94     | Batterie fendue du Soudan                | Soudan     | XIXe siècle  | BBC                | BM             | Dominic Green, Zeinab Badawi    |
|       | 95     | Penny défiguré par des suffragettes      | Angleterre | 1903         | BBC                | BM             | Felicity Powell, Helena Kennedy |

### "Le monde de notre fabrication" (de 1914 à 2010)
"Neil MacGregor explore les aspects touchant à la sexualité, la politique et l'histoire économique contemporaine."
Première diffusion la semaine du 18 octobre 2010.
| Image | Numéro | Objet                                                                      | Origine             | Date | Site web de la BBC | Site web du BM | Autres contributeurs                     |
| ----- | ------ | -------------------------------------------------------------------------- | ------------------- | ---- | ------------------ | -------------- | ---------------------------------------- |
|       | 96     | assiette commémorant la Révolution russe conçue par Mikhail Adamovich (en) | Russie              | 1921 | BBC                | BM             | Eric Hobsbawm, Mikhaïl Piotrovski        |
|       | 97     | Hockney: le village endormi                                                | Angleterre          | 1966 | BBC                | BM             | Shami Chakrabarti, David Hockney         |
|       | 98     | trône construit avec des armes                                             | Mozambique          | 2001 | BBC                | BM             | Kofi Annan, Bishop Dinis Sengulane       |
|       | 99     | Carte de crédit Visa respectant la Sharia                                  | Émirats arabes unis | 2009 | BBC                | BM             | Mervyn King, Razi Fakih                  |
|       | 100    | Lampe solaire et son chargeur                                              | Chine               | 2010 | BBC                |                | Nick Stern, Aloka Sarder, Boniface Nyamu |

## Édition spéciale
Une émission spéciale du radio programme sur Radio 4, diffusée pour la première fois le 18 mai 2011, représentait l'un des nombreux items en nomination sur le site de la BBC par le public comme ayant un intérêt particulier. L'objet choisi pour représenter le programme fut une peinture à l'huile représentant une jeune femme qui fut proposée par Peter Lewis. Cette peinture qui appartenait à l'oncle de Lewis, Bryn Roberts, fut peinte à partir d'une photographie de carte postale de l'amie puis de la femme de Roberts, Peggy Gullup, par un artiste juif anonyme alors qu'il était prisonnier de guerre au camp de concentration d'Auschwitz en Pologne,.

## Prix reçus
Le British Museum reçut en 2011 le « Art Fund Prize » récompensant les musées et le galeries pour sa participation dans le projet de la série:A History of the World in 100 Objects. Le prix d'une valeur de 100 000 £, fut présenté au musée par Jeremy Hunt, Secrétaire d'état à la Culture, au cours d'une cérémonie à Londres le 15 juin 2011.
Le président du jury, Michael Portillo, nota que les jurés furent particulièrement impressionnés par la vision très globale du projet du British Museum, qui combinait une démarche intellectuelle rigoureuse et open heartedness, et allait bien au-delà des frontières des murs du musée. Les jurés furent aussi très sensibles par la manière dont ce projet utilise les médias numériques de façon révolutionnaire et les voies nouvelles pour interagir avec l'auditoire.